# Aitcho Islands

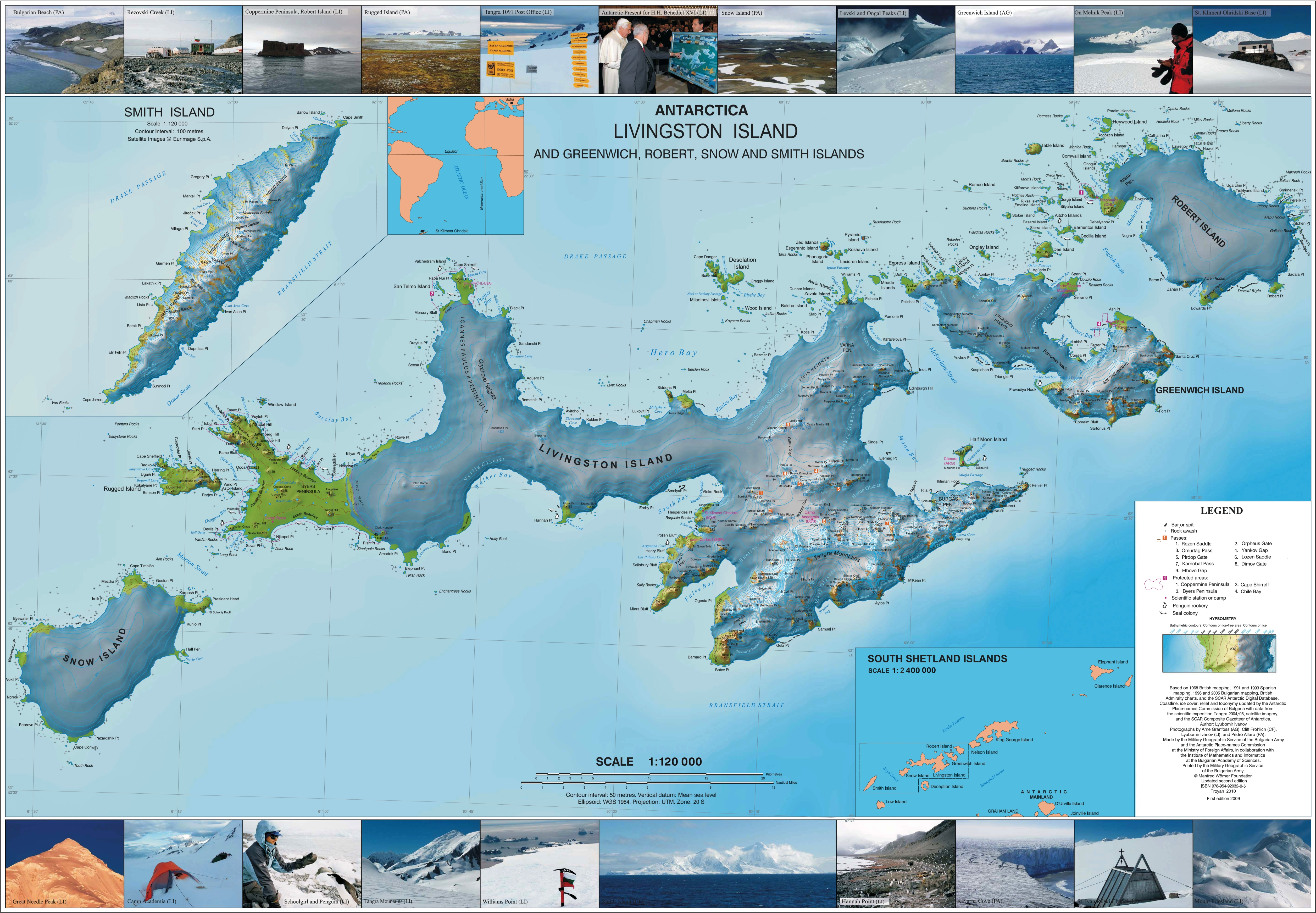
Mapa topograficzna Szetlandów Południowych, w tym Aitcho Islands

Aitcho Islands – grupa wysp położona przy północnym wejściu do cieśniny oddzielającej Greenwich Island od Robert Island w archipelagu Szetlandów Południowych. Podczas południowego lata wyspy często odwiedzane są przez turystów, uczestniczących w antarktycznych rejsach.